# Alexandre de Saint-Léger
Pour les articles homonymes, voir Saint-Léger.
Alexandre de Saint-Léger, né le 3 avril 1866 à Dunkerque et mort à Lille le 6 octobre 1944, est un professeur et historien français.

## Biographie
Après avoir suivi une scolarité au collège Jean-Bart de Dunkerque, il étudie l'histoire régionale à la Faculté des lettres de Lille, où il reçoit notamment l'enseignement de Jules Flammermont. De 1892 à 1900, il est chargé de cours à la Faculté des Lettres de Lille, tout en préparant sa thèse de doctorat sur La Flandre maritime et Dunkerque sous la domination française (1659-1789), qu'il soutient en 1900 et qui lui vaut le prix Thiers en 1901. Il occupe de 1907 à juin 1936 une chaire d'histoire de Lille et des provinces du Nord. 
Alexandre de Saint-Léger est à l'origine de nombreuses publications sous la forme d'études originales, d'articles, mémoires et éditions de textes. Il a collaboré à des œuvres collectives de synthèse, comme la classique Histoire de France publiée par Ernest Lavisse. Son Histoire de Lille des origines à 1789 lui vaut l'obtention du prix Montyon en 1943. Il est le cofondateur de la revue Les annales de l'Est et du Nord et le fondateur et directeur en 1905 de la Revue du Nord. Membre de la société des sciences, de l'agriculture et des arts de Lille (président en 1928-1929), conseiller de la société d'histoire du droit des pays flamand, picard et wallon, il a également présidé la commission historique du département du Nord.

## Publications
- La Flandre maritime et Dunkerque sous la domination française (1659-1789), Paris ; Lille : C. Tallandier, 1900 (lire en ligne)
- La légende de Lydéric et des forestiers de Flandre, Lille : Tallandier, 1904 (lire en ligne)
- Lille sous la domination des Ducs de Bourgogne, Lille : G. Dubar & Cie, 1909 (lire en ligne)
- Lille sous les dominations Autrichienne et Espagnole. Tome 1, Lille : G. Dubar & Cie, 1910 (lire en ligne)
- Lille sous les dominations Autrichienne et Espagnole. Tome 2, Lille : G. Dubar & Cie, 1911 (lire en ligne)
- Histoire de Lille des origines à 1789, Emile Raoust Libraire-Editeur, Lille, 1942

## Distinctions
- Chevalier de la Légion d'honneur